# Echinocereus ortegae
Echinocereus ortegae là một loài thực vật có hoa trong họ Cactaceae. Loài này được Rose mô tả khoa học đầu tiên năm 1929.